# Castell d'Eilean Donan
El castell d'Eilean Donan és una fortalesa situada sobre la petita illa del mateix nom que s'alça a un costat del llac Duich, al nord-oest d'Escòcia, el qual està comunicat al seu torn amb el proper oceà Atlàntic per mitjà del llac Alsh. Només és accessible amb vaixell o a través d'un estret pont de pedra que comunica l'illa amb la riba del llac, per la qual cosa en el seu moment va resultar ser una poderosa fortalesa molt difícil de prendre. La població més propera és Kyle of Lochalsh, a menys de 8 milles de distància i a unes 60 milles a l'oest d'Inverness.
Eilean Donan, que significa simplement "illa de Donnán", porta el nom de Donnán d'Eigg, un sant cèltic màrtir el 617. Es creu que Donnán va establir una església a l'illa, tot i que no queda cap rastre d'això.

## Història

### Orígens del castell
És possible que una cèl·lula monàstica primitiva cristiana fou fundada a l'illa en el segle VI o VII, dedicada a Donnán d'Eigg, un sant irlandès que va ser martiritzat a Eigg l'abril del 617. No hi ha restes de cap edifici cristià, tot i que s'han descobert fragments de pedra vitrificada, sotmesa a temperatures molt elevades, que indiquen la presència d'una edat de ferro o una fortificació medieval.
El castell actual va començar a construir-se l'any 1220 per ordre d'Alexandre II d'Escòcia sobre les ruïnes d'un antic fort usat pels pictes, com a defensa enfront de les incursions vikingues. Una llegenda fundadora relaciona que el fill d'un cap del Clan Matheson va adquirir el poder de comunicar-se amb els ocells. Com a resultat, i després de moltes aventures a l'estranger, va guanyar riquesa, poder i el respecte d'Alexandre II, que li va demanar que construís el castell per defensar el seu regne.
Més endavant, l'illa es va convertir en una fortalesa dels Mackenzies de Kintail, originalment vassalls d'Uilleam, comte de Ross. En aquesta primera etapa, el castell és considerat guardat per Macraes i Maclennans, ambdós clans més tard associats estretament amb els Mackenzies. Les històries tradicionals del clan Mackenzie relaten que Earl William va buscar avantatge del Tractat de Perth de 1266, pel qual el rei Magnus VI de Noruega va cedir les Hébrides a Escòcia i va exigir que el seu parent Kenneth Mackenzie tornés el castell per permetre la seva expansió a les illes; Mackenzie es va negar, i Earl William va liderar un atac contra Eilean Donan que els Mackenzies i els seus aliats van rebutjar.
Les històries del clan Mackenzie també diuen que Robert the Bruce es va refugiar a Eilean Donan durant l'hivern de 1306 a 1307; per escapar de les invasions angleses d'Eduard I. L'any 1331 Thomas Randolph, comte de Moray, va enviar un oficial a Eilean Donan per advertir als ocupants de la seva propera visita. En preparació es van atrapar i executar 50 delinqüents, els seus caps es van mostrar a les parets del castell fins a l'aprovació de Moray. Cap a la meitat del segle xiv es diu que els Mackenzies havien estat al costat perdedor en la disputa permanent amb els comtes de Ross. Amb l'ajuda de Leod Macgilleandrais, el comte suposadament va aprehendre a Kenneth Mackenzie, tercer comte de Kintail, i el va executar l'any 1346 a Inverness. El fill de Kenneth, Murdo Mackenzie, va evitar els intents d'Earl d'eliminar-lo i, a la tornada de David II de l'exili, Murdo Mackenzie va ser suposadament confirmat en les terres de Kintail i Eilean Donan per una carta de 1362 (de les quals, no obstant això, no sobreviu cap rastre fins als nostres dies). En algun moment del segle xiv anterior, es creu que el Clan Macrae va començar a establir-se a Kintail com un cos, després d'haver emigrat de Beauly Firth, i va obtenir la confiança de la família Mackenzie per un possible parentiu i un matrimoni avantatjós. Els Macraes van començar a actuar com a guardaespatlles dels Mackenzie, adquirint el sobrenom de "Mackenzie's shirt of mail".

### Disputes entre clans
Jaume I, decidit a pacificar les Highlands, va viatjar a Inverness l'any 1427 i va convidar els caps principals a trobar-s'hi allà; entre ells es trobava el jove Alexander Mackenzie, 6è comte de Kintail. Llavors James el va arrestar, juntament amb els altres caps, a la seva arribada. Les històries del clan Mackenzie es refereixen a això, encara que diversos caps van ser executats o empresonats, Alexander, per la seva joventut, va ser enviat a Perth per assistir a l'escola. Els oncles d'Alexander van intentar prendre el control de Kintail, però el conestable Duncan Macaulay va continuar mantenint Eilean Donan en nom seu. Fionnla Dubh mac Gillechriosd, considerat pels historiadors del clan com el fundador del clan Macrae a Kintail, va ser enviat per recuperar el jove lord. Durant la seva lluita, Alexander sembla haver donat suport a la monarquia contra els MacDonald, i va ser suposadament recompensat per una altra carta de Kintail l'any 1463. Alexander va morir al voltant de 1488 a una avançada edat, i va ser succeït per Kenneth Mackenzie, 7è senyor de Kintail, vencedor de la batalla de Blar Na Pairce contra MacDonalds. Kenneth va morir uns quants anys més tard i va ser succeït primer pel seu fill gran, a continuació, a la seva mort el 1497 pel seu segon fill, John of Killin, que encara era menor d'edat. El seu oncle, Héctor Roy Mackenzie, va intentar usurpar les terres de Mackenzie i va instal·lar el seu propi conestable a Eilean Donan; Malcolm Mac Ian Charrich Macrae. Les activitats sense llei d'Héctor van provocar que els Mackenzies fossin marcats com rebels, i l'any 1503 el comte de Huntly es va oferir lliurar Eilean Donan al rei i mantenir-lo en el seu nom. Jaume IV va subministrar una nau per donar suport a l'empresa. Al final John va obligar el seu oncle a renunciar a la seva reclamació, i Hector va acordar lliurar a Eilean Donan. No obstant això, el conestable es va negar, i els partidaris de Joan van assetjar el castell. Malcolm Mac Ian Charrich va ser eventualment persuadit per Héctor a renunciar al castell, després del qual va ser destituït com a conestable i Christopher Macrae (Gillechriosd Mac Fionnlagh Mhic Rath) va ser nomenat en el seu lloc cap al 1511. John de Killin va obtenir una nova carta de Kintail i Eilean Donan l'any 1509.
L'any 1539, Donald Gorm Macdonald de Sleat va destrossar les terres de MacLeod de Dunvegan a Skye i després va atacar les terres de Mackenzie de Kinlochewe, on va ser assassinat Miles (Maolmure), germà de Christopher Macrae. Després d'una sèrie d'incursions de represàlia, Donald Gorm es va assabentar que Eilean Donan estava feblement guarnit i va llançar un atac sorpresa. De fet només dues persones estaven al castell: el recentment nomenat conestable Iain Dubh Matheson i el director general. Duncan MacGillechriosd del Clan Macrae, fill de l'antic conestable, va arribar a l'inici de l'atac i va matar diversos MacDonalds a la porta del darrere. Les fletxes llançades pels atacants van matar a Matheson i al guardià, però MacGillechriosd va aconseguir ferir a Donald Gorm amb la seva última fletxa, que va ferir greument a Gorm, i els Macdonalds es van retirar. Duncan MacGillechriosd s'esperava que fos nomenat com el nou conestable, però es considerava que era massa fort: el clergue local John MacMhurchaidh Dhuibh (John Murchison) va ser designat com un compromís entre els interessos dels clans rivals Macrae i Maclennan. Furiós amb aquest tractament, MacGillechriosd va deixar Kintail i es va unir al servei de Lord Lovat, tot i que finalment va tornar a establir-se a Inverinate. Mentrestant, un Maclennan agraviat aparentment va disparar a MacMhurchaidh en les natges amb una fletxa.
El fill de MacGillechriosd, Christopher Macrae, es va convertir en conestable d'Eilean Donan al seu torn, i va mantenir el castell durant una nova disputa clandestina, aquesta vegada entre els Mackenzies i els MacDonalds de Glengarry. La disputa va esclatar el 1580 i va continuar durant gairebé 25 anys. Al voltant de l'any 1602 Eilean Donan va ser la base d'una escaramussa a l'estret de Kyle Rhea liderada pel fill de Christopher Duncan. Durant l'acció, els MacDonalds van ser conduïts a la roca Cailleach a la punta oriental de Skye, i Angus, fill de MacDonald of Glengarry, va ser assassinat. Christopher va ser succeït com a conestable pel reverend Murdoch Murchison, ministre de Kintail.

### Seglexvii
El reverend Farquhar Macrae, fill de Christopher Macrae, va néixer al castell l'any 1580. Després d'assistir a la Universitat d'Edimburg i de prendre ordres sagrades, el 1618 va ser nomenat conestable del castell i ministre de Kintail a la mort de Murdoch Murchison. Colin Mackenzie de Kintail fou nomenat Earl of Seaforth l'any 1623. Va viure principalment a Chanonry de Ross a Fortrose, però va fer visites regulars a Eilean Donan on el conestable era requerit per entretenir-lo a ell i la seva comitiva d'entre 300 i 500 retenidors, així com de les terres veïnes. L'any 1635, George Mackenzie, 2n comte de Seaforth, va nomenar Farquhar com a tutor del seu fill de sis anys, Kenneth, que posteriorment va ser criat a Eilean Donan.
En les guerres civils de mitjan segle xvii, el Comte de Seaforth es va unir amb Carles I. L'any 1650, després de l'execució del rei, el Parlament d'Escòcia va ordenar una guarnició a Eilean Donan. La gent del lloc no va acollir la guarnició. Quan una partida de 30 soldats va sortir del castell per demanar disposicions de la població local, un grup de 10 homes que es van oposar a les seves demandes es van trobar amb els ocupants. Esclatà una baralla, que va portar a que els homes de la guarnició foren expulsats amb diverses baixes. Poc després la guarnició va marxar. L'any següent, el germà d'Earl, Simon Mackenzie de Lochslin, va reunir tropes per la causa realista al voltant d'Eilean Donan. Per motius no registrats, va retenir Farquhar Macrae i va exigir la seva retirada del castell. Farquhar es va resistir inicialment, i malgrat les intervencions del jove Kenneth, van haver de ser ateses per Lochslin i George Mackenzie (més tard Earl of Cromartie). Finalment, va ser persuadit de deixar el castell sense violència, afirmant que era massa vell per morar al castell fred. Farquhar va ser, per tant, l'últim conestable a morar a Eilean Donan fins a la seva reconstrucció, encara que va conservar el ministeri de Kintail fins a la seva mort el 1662, a l'edat de 82 anys.
Després d'aquest temps, el castell va ser ocupat breument pel comte de Balcarres i la seva esposa, que es trobaven a les terres altes en suport de l'aixecament realista del comte de Glencairn, encara que posteriorment Balcarres no estava d'acord amb Glencairn i va marxar. Al juny de 1654, el general Monck, governador militar d'Oliver Cromwell a Escòcia, va marxar a través de Kintail mentre suprimia l'aixecament. Les seves tropes van destruir molts béns i van robar 360 caps de bestiar de Farquhar Macrae, encara que només un home va ser assassinat.

### Ascensió jacobita i destrucció del castell
L'any 1689, el rei Jaume VII de la casa de Stuart va declarar haver perdut els drets al tron, i la corona es va oferir a Guillem d'Orange, en l'anomenada "Revolució gloriosa". La revolució també va establir el presbiterianisme a Escòcia, encara que les terres altes generalment van romandre catòlics i lleials als Stuarts. Van sorgir una sèrie d'aixecaments jacobites que van provocar una major presència militar a Escòcia, ja que les forces governamentals van intentar sotmetre a les Highlands. L'any 1714, mentre estudiava les fortificacions del govern, l'enginyer militar Lewis Petit va fer l'únic dibuix supervivent d'Eilean Donan. L'elevació del dibuix i el pla detallat mostra un castell en ruïnes, principalment sense sostre, però amb un petit edifici a l'entrada.
Un gran aixecament jacobita es va produir l'any 1715. Encapçalat pel comte de Mar, es tractava d'un intent de restablir l'exiliat James Stuart, el "Pretendent vell", al tron. William Mackenzie, 5º comte de Seaforth, es va unir a l'exèrcit jacobita, liderant homes del Clan Mackenzie i del Clan Macrae. Els Macraes es van reunir a Eilean Donan i es diu que van ballar al sostre del castell abans de sortir a la batalla de Sheriffmuir, on van haver 58 Macraes entre els morts jacobites. La batalla no va tenir un vencedor clar, i la revolta es va esfondrar poc després.
Després del fracàs de l'aixecament de 1715, els jacobites van trobar un nou suport d'Espanya, que ara s'oposava tant a la Gran Bretanya com a França en la Guerra de la Quàdruple Aliança. El duc d'Ormonde va liderar la principal flota d'invasió d'Espanya, mentre que una avançada de 300 soldats espanyols sota el comandament de George Keith, 10º comte Marischal, va arribar a Loch Duich l'abril de 1719 i va ocupar el castell d'Eilean Donan. L'aixecament esperat dels Highlanders no es va produir, i la principal força d'invasió espanyola mai va arribar. A principis de maig, la Royal Navy va enviar vaixells a la zona. A principis del matí del diumenge 10 de maig, els vaixells HMS Worcester, HMS Flamborough i HMS Enterprise van ancorar a Eilean Donan i van enviar una barca a terra sota una bandera de treva per negociar. Quan els soldats espanyols al castell van disparar al vaixell, es va retirar i els tres vaixells van obrir foc al castell durant una hora o més. L'endemà, el bombardeig va continuar mentre es preparaven per assaltar el castell. A la tarda sota la coberta d'un intens bombardeig, un destacament va baixar a terra en els bots dels vaixells i va capturar el castell amb poca resistència. Segons el registre de Worcester, al castell hi havien "un irlandès, un capità, un tinent espanyol, un sergent, un rebel escocès i 39 soldats espanyols, 343 barrils de pólvora i 52 barrils pel tir de musquet". La força naval va estar els següents dos dies i va utilitzar 27 barrils de pólvora per demolir el castell. Flamborough va portar els presoners espanyols a Edimburg. Les tropes espanyoles restants van ser derrotades el 10 de juny a la batalla de Glen Shiel.

### Restauració i reutilització
Entre 1919 i 1932, el castell va ser reconstruït per John MacRae-Gilstrap. La restauració inclou la construcció d'un pont arquejat per facilitar l'accés a l'illa. Macrae-Gilstrap també va establir un memorial de guerra dedicat als homes del clan MacRae que van morir a la Primera Guerra Mundial. El memorial està adornat amb línies del poema de John McCrae "In Flanders Fields", i està flanquejat per canons de camp grisos de la guerra.
Eilean Donan va ser obert al públic el 1955, i des de llavors es va convertir en una atracció popular: més de 314,000 persones van visitar-lo el 2009, convertint-lo en el tercer castell més visitat d'Escòcia. L'any 1983, la propietat del castell va ser traslladada a la Conchra Charitable Trust, establerta per la família Macrae per mantenir i restaurar el castell i es va obrir un centre de visitants en el costat oposat del pont l'any 1998.
El castell és descrit regularment com un dels monuments més fotografiats d'Escòcia i és una icona escocesa reconeguda, que apareix sovint en envasos i publicitat per a galetes, whisky i altres productes.

## El castell al cinema
Els voltants del castell han estat triats per al rodatge de diverses pel·lícules en els últims anys. Així, el castell apareix en diverses preses del The Master of Ballantrae (1953), The Private Life of Sherlock Holmes (1970), Els Immortals (Highlanders) (1986), Llac Ness (1995), Braveheart (1995), El món mai és suficient (1995) i La boda de la meva nòvia (2008).

## Galeria d'imatges

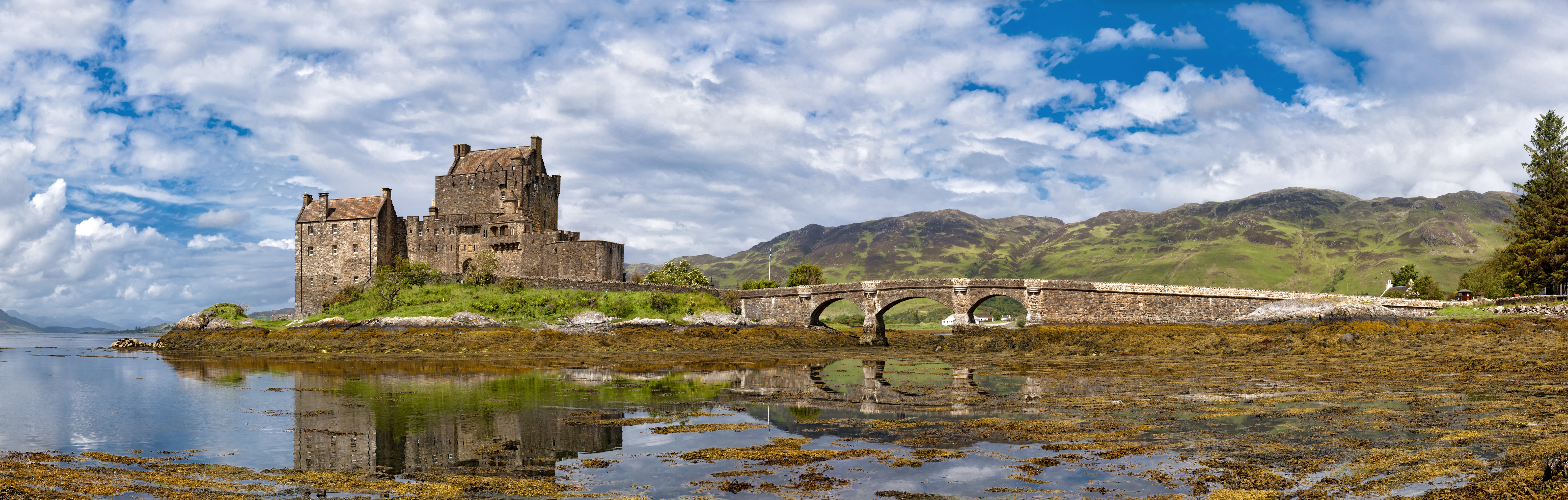
Panorama del castell vist des del sud
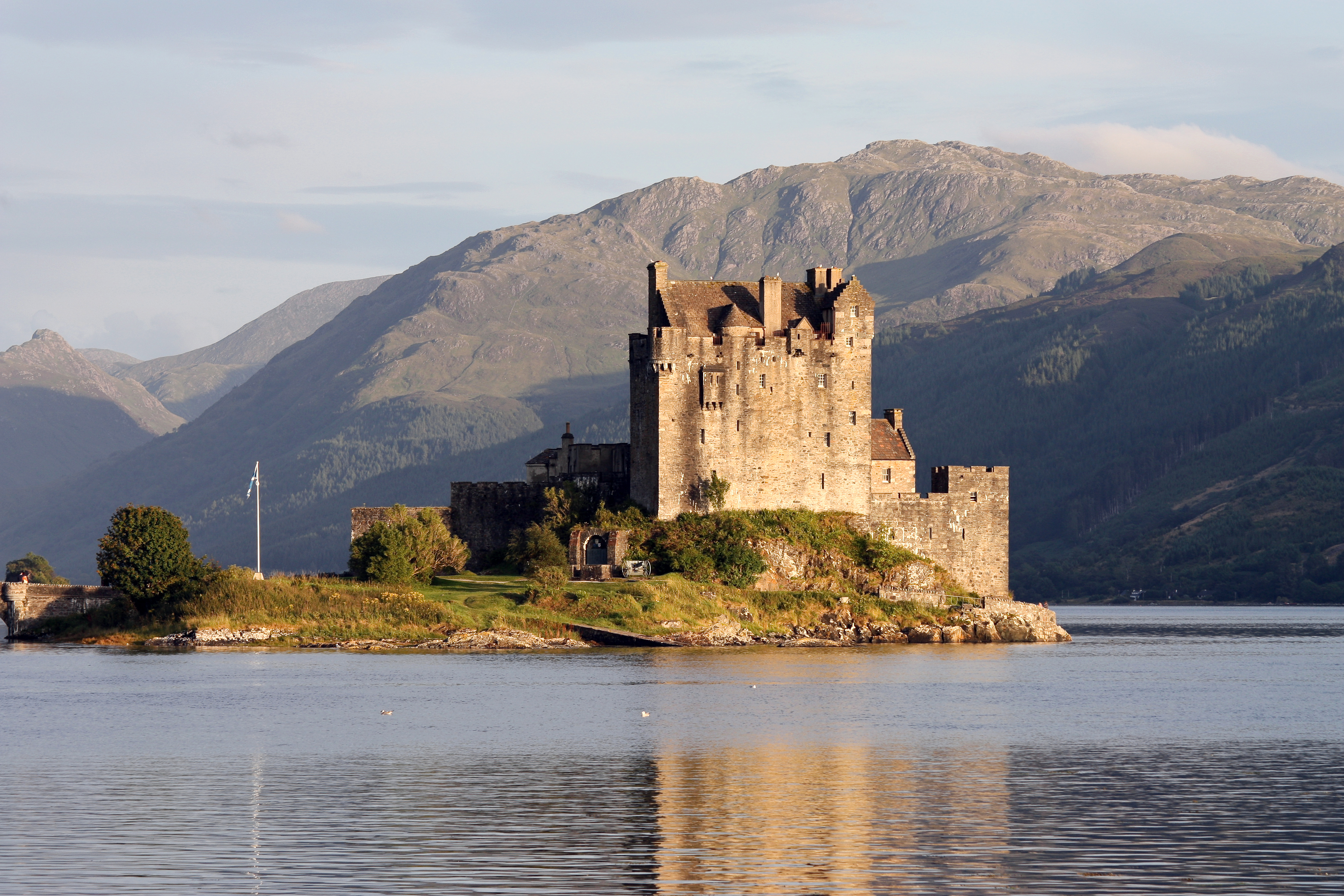
El castell vist des de l'est
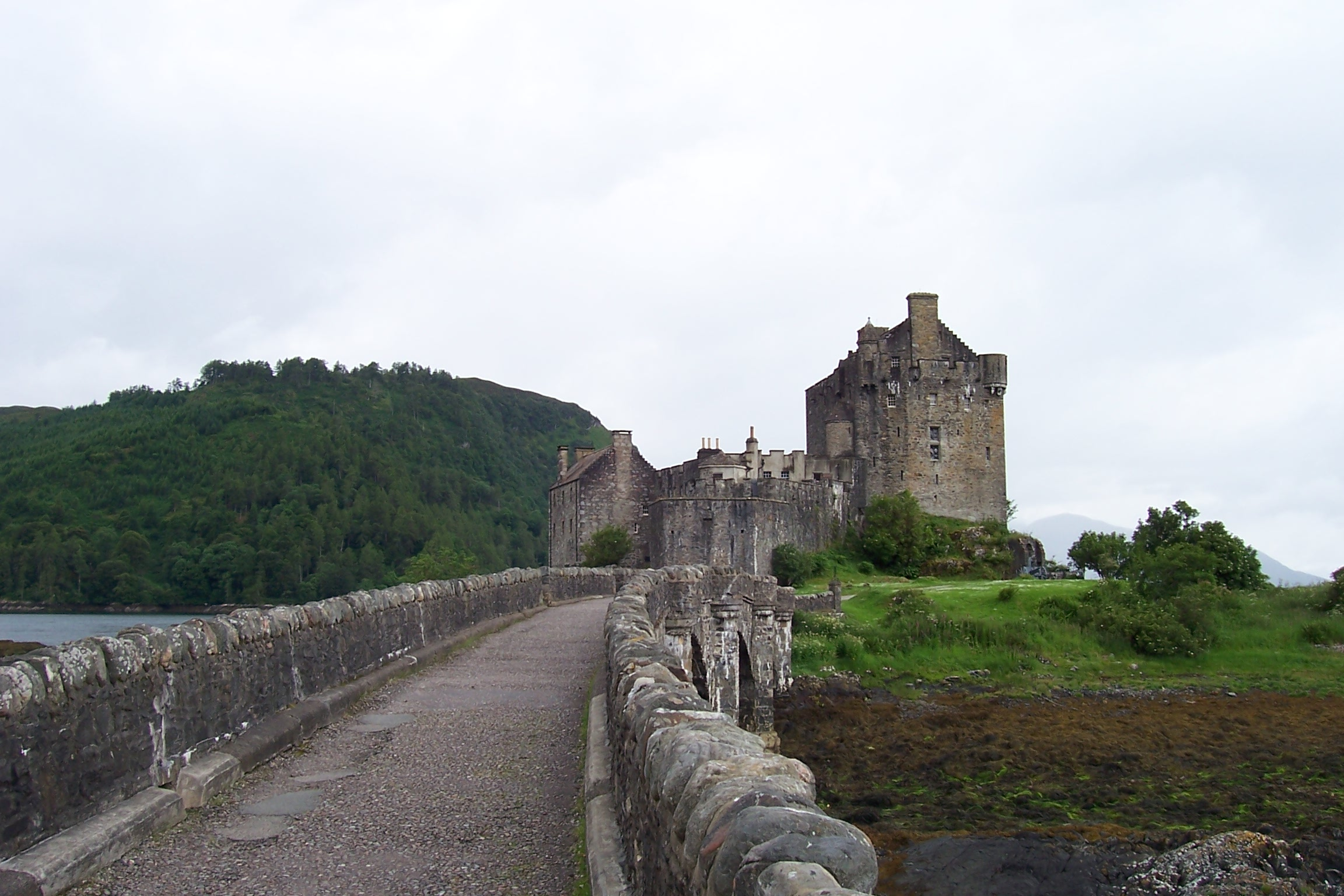
Vista des del pont
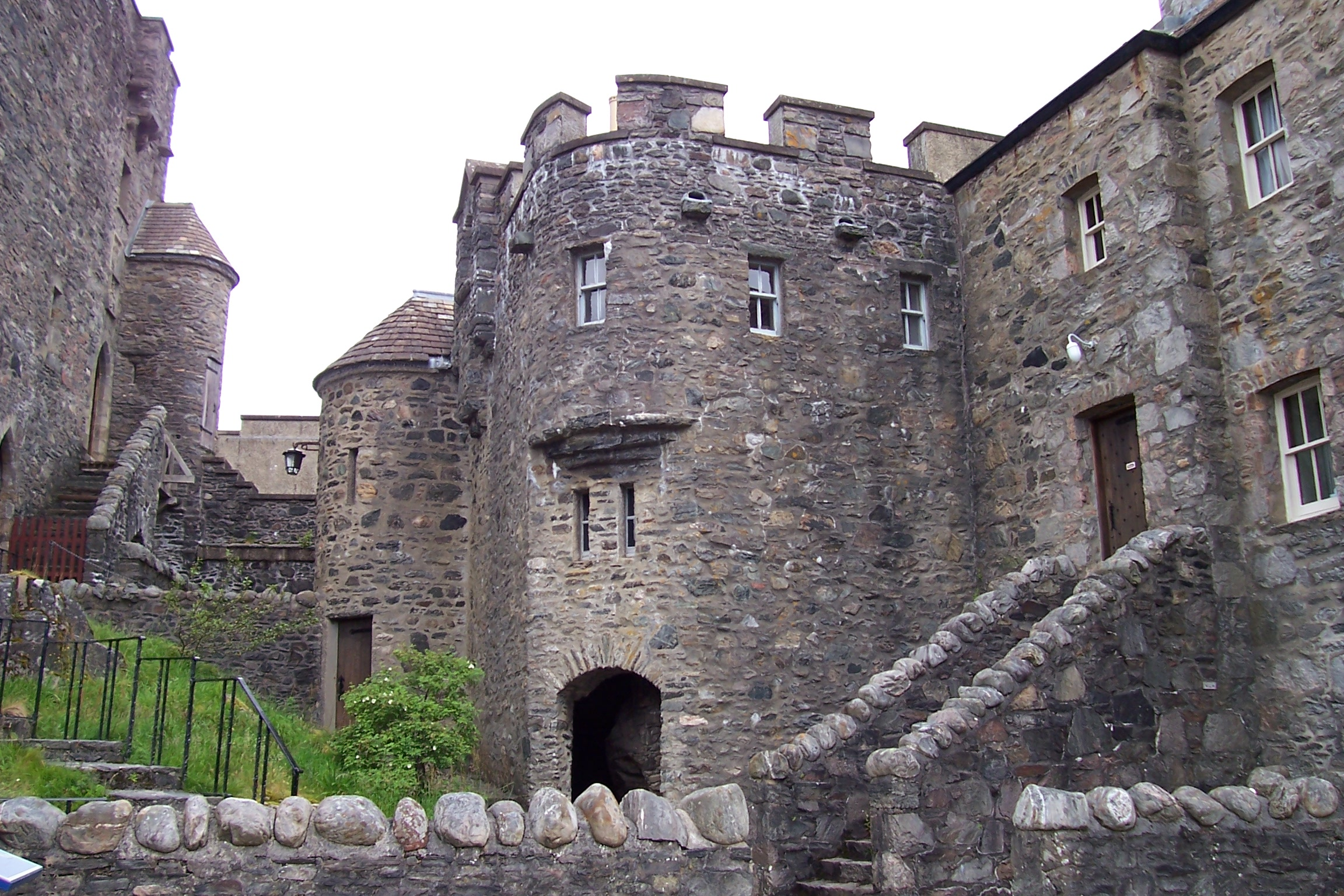
Vista des de l'interior del recinte del castell
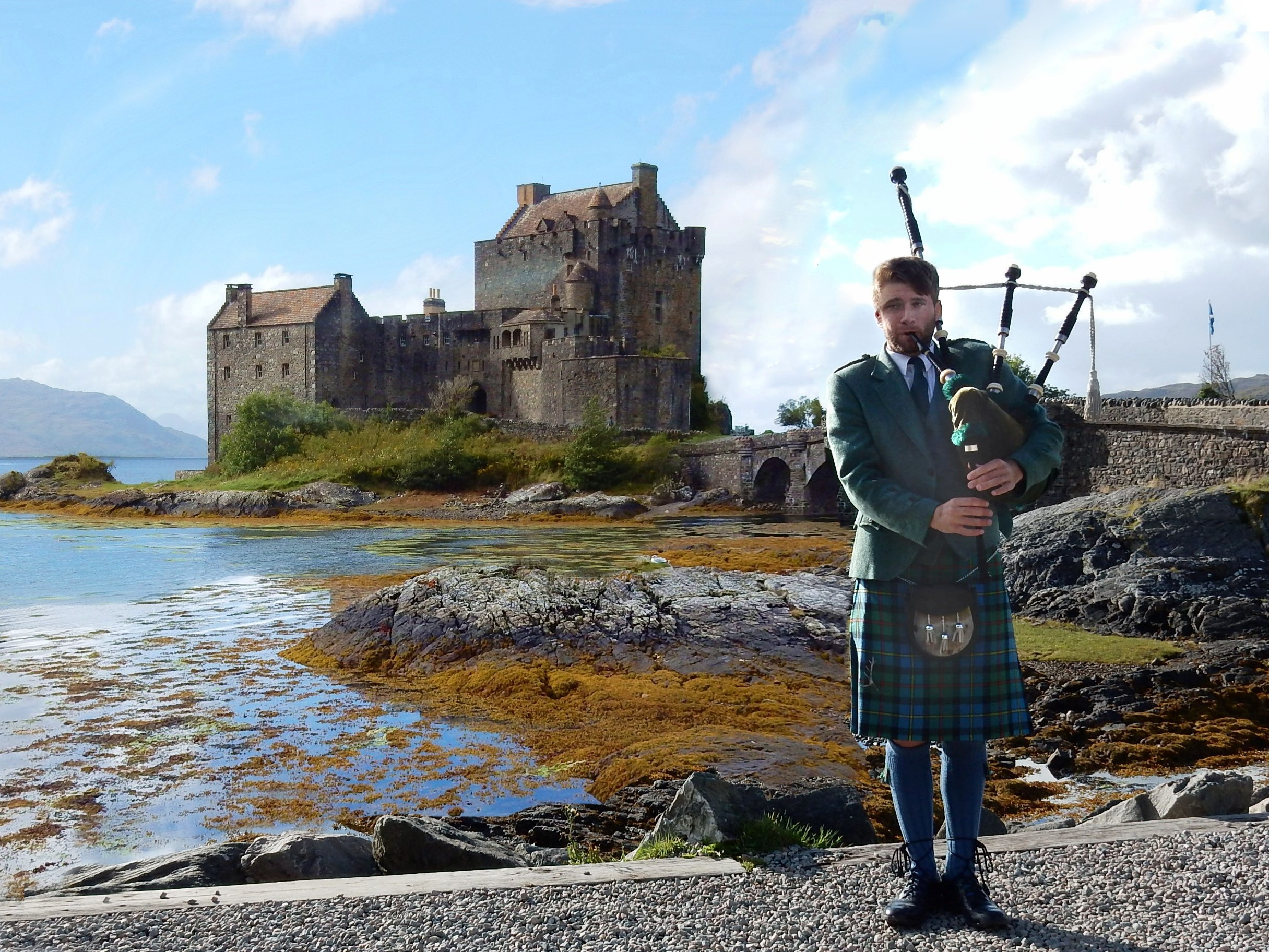
Gaiter prop del castell
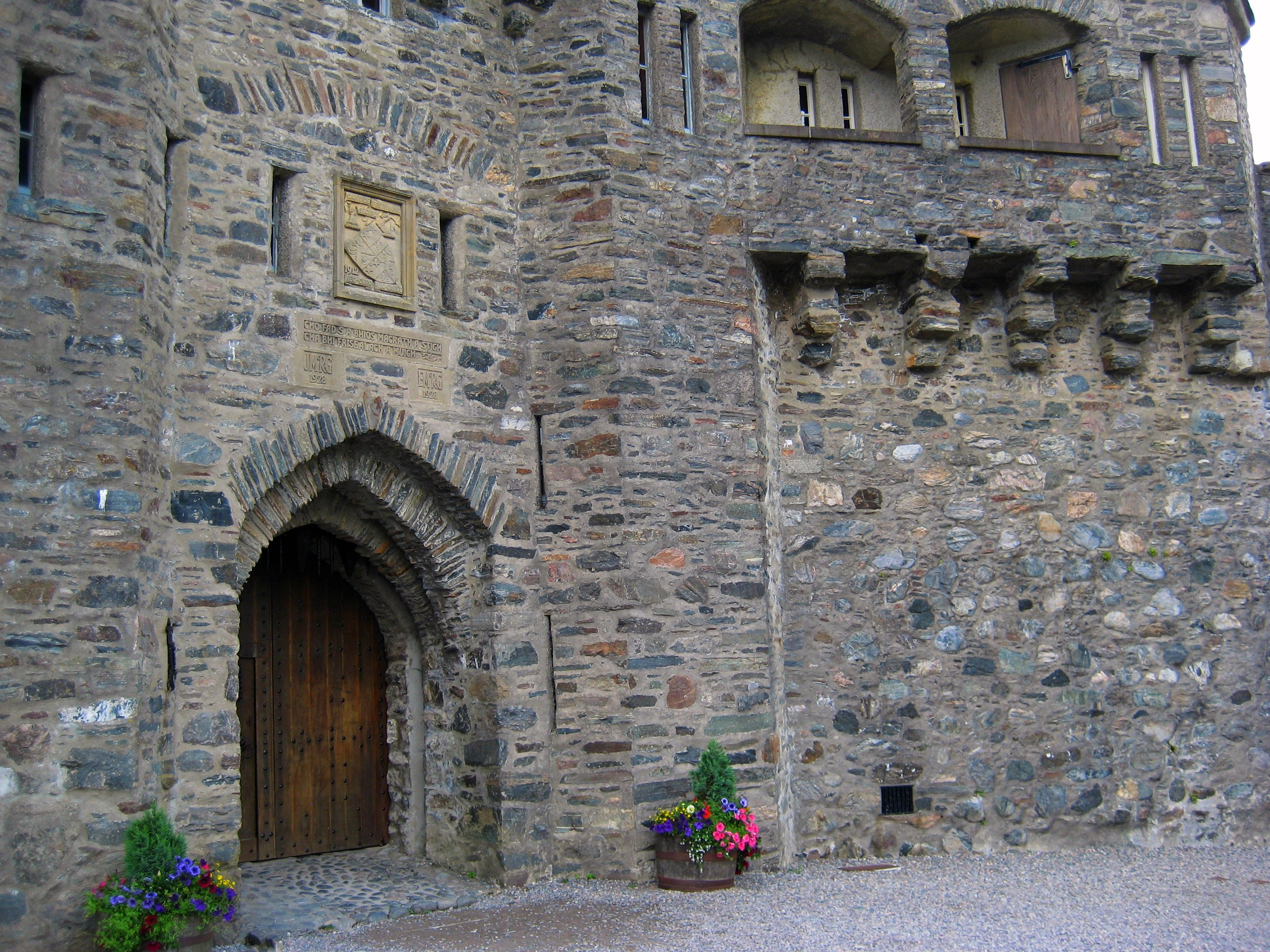
Entrada del castell
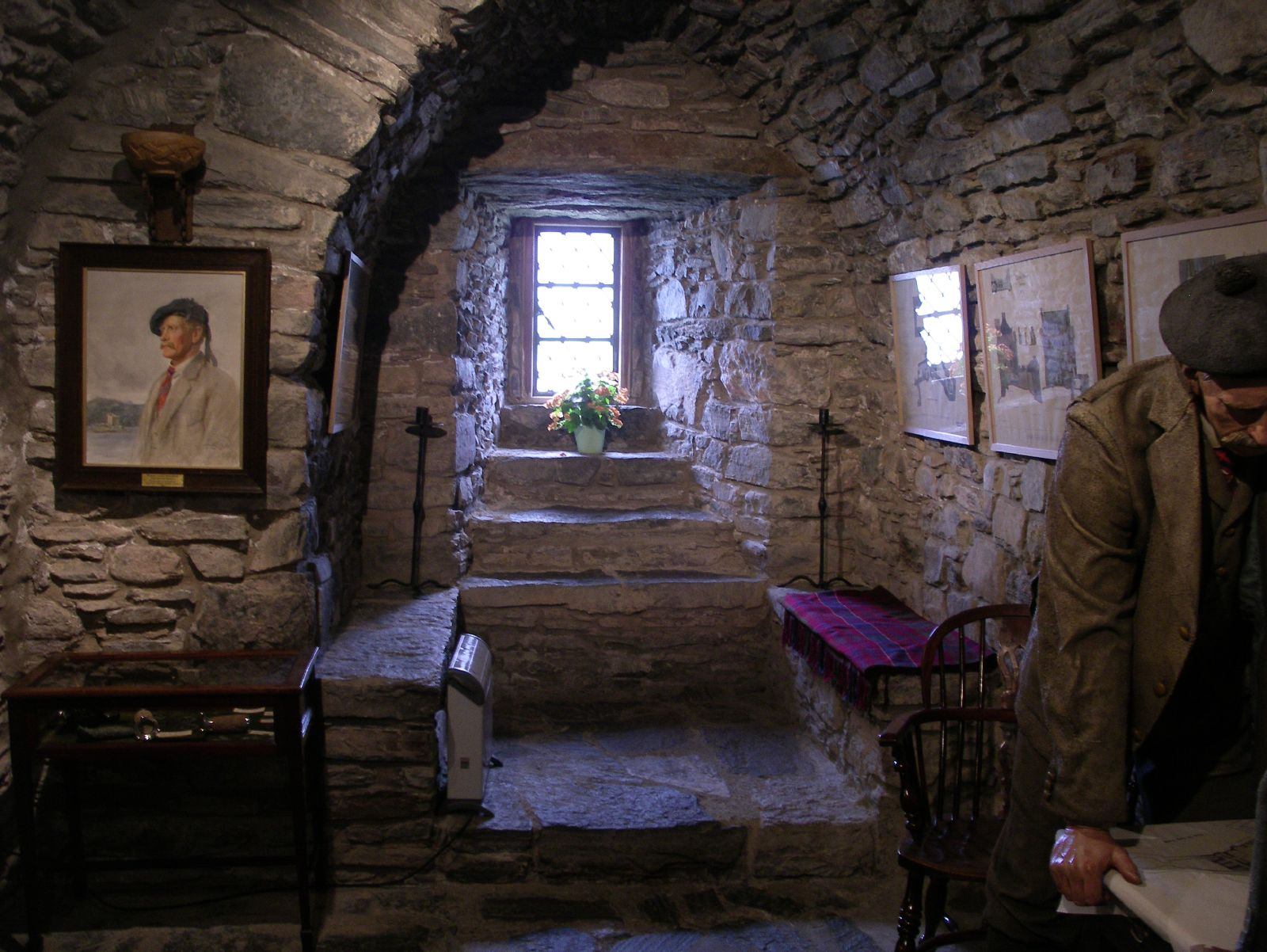
Interior d'una cambra del castell
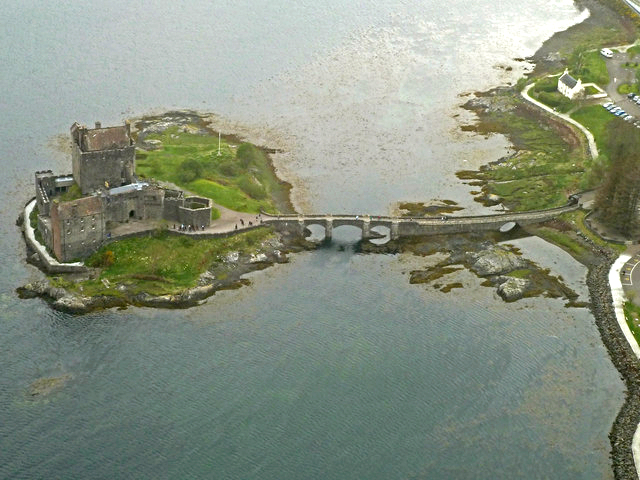
Vista aèria del castell